# Protostropharia
Protostropharia Redhead, Moncalvo & Vilgalys – rodzaj grzybów z rodziny pierścieniakowatych (Strophariaceae).

## Systematyka i nazewnictwo
Pozycja w klasyfikacji według Index Fungorum: Strophariaceae, Agaricales, Agaricomycetidae, Agaricomycetes, Agaricomycotina, Basidiomycota, Fungi.
Jest to niedawno utworzony rodzaj, do którego włączono gatunki wcześniej zaliczane do rodzajów Stropharia (pierścieniak) lub Psilocybe (łysiczka).
Gatunki występujące w Polsce:
- Protostropharia luteonitens (Fr.) Redhead 2014[2] – tzw. łysiczka śmierdząca
- Protostropharia semiglobata (Batsch) Redhead, Moncalvo & Vilgalys 2013 – tzw. łysiczka łajnowa

Nazwy naukowe na podstawie Index Fungorum. Wykaz gatunków i nazwy polskie według Władysława Wojewody i innych.